# Truck-Racing-Europameisterschaft 2022
Die  FIA European Truck Racing Championship 2022 (auch: FIA ETRC 2022, Truck-Racing-Europameisterschaft 2022 der FIA oder Truck-Racing-EM 2022 der FIA) war eine europaweit ausgetragene Motorsport-Meisterschaft in der Kategorie III, Gruppe F (Renntrucks) nach der FIA-Klassifizierung. Die Saison 2022 umfasste acht Läufe mit je vier Rennen. Sie war die 38. Truck-Racing-Europameisterschaft überhaupt, und die 17. seitdem ihr 2006 von der FIA das Prädikat Championship verliehen wurde (zuvor hatte die Meisterschaft lediglich den Status eines Cups).
Europameister wurde der ungarische Truck-Rennfahrer Norbert Kiss auf mit insgesamt 410 Punkten in der Fahrerwertung auf seinem MAN-Renntruck. Vizeeuropameister wurde der deutsche Rennfahrer Jochen Hahn mit 295 Punkten auf seinem Iveco-Renntruck.
Den dritten Platz erzielte Sascha Lenz, ebenfalls aus Deutschland, wurde mit 285 Punkten auf seinem MAN.
In der Teamwertung gewann mit 646 Punkten das Team Revesz Racing & T Sport Bernau mit Norbert Kiss und Antonio Albacete (Spanien). Auf Platz zwei folgten mit 485 Punkten Die Bullen von Iveco Magirus mit Jochen Hahn und Steffi Halm. Den dritten Platz in der Teamwertung belegten mit 455 Punkten Adam Lacko (Tschechien), Téo Calvet (Frankreich) und Aliyah Koloc (Tschechien) vom Team Buggyra Zero Mileage Racing.
Im Promoter's Cup ging der Sieg an Téo Calvet mit 378 Punkten. Es folgten auf dem zweiten Platz Jamie Anderson aus dem Vereinigten Königreich mit 360 Punkten und auf dem dritten Platz sein Landsmann Shane Brereton mit 285 Punkten.

## Rennkalender
| Nr. | Datum             | Strecke              | Land        | Ort            | Platz 1 (nach Punkten) | Punkte | Platz 2 (nach Punkten)     | Punkte | Platz 3 (nach Punkten) | Punkte |
| --- | ----------------- | -------------------- | ----------- | -------------- | ---------------------- | ------ | -------------------------- | ------ | ---------------------- | ------ |
| 1.  | 21.–22. Mai       | Misano World Circuit | Italien     | Misano         | Norbert Kiss           | 51     | Jochen Hahn                | 45     | Sascha Lenz            | 43     |
| 2.  | 11.–12. Juni      | Hungaroring          | Ungarn      | Mogyoród       | Norbert Kiss           | 50     | Adam Lacko                 | 43     | Sascha Lenz            | 40     |
| 3.  | 2.–3. Juli        | Slovakiaring         | Slowakei    | Orechová Potôň | Norbert Kiss           | 59     | Sascha Lenz                | 45     | Jochen Hahn            | 37     |
| 4.  | 16.–17. Juli      | Nürburgring          | Deutschland | Nürburg        | Norbert Kiss           | 46     | Jochen Hahn                | 43     | Adam Lacko             | 35     |
| 5.  | 3.–4. September   | Autodrom Most        | Tschechien  | Most           | Norbert Kiss           | 51     | Jochen Hahn                | 39     | Adam Lacko             | 36     |
| 6.  | 10.–11. September | Circuit Zolder       | Belgien     | Zolder         | Norbert Kiss           | 46     | Adam Lacko und Sascha Lenz | 39     | Jochen Hahn            | 38     |
| 7.  | 24.–25. September | Circuit Bugatti      | Frankreich  | Le Mans        | Norbert Kiss           | 56     | Jochen Hahn, Sascha Lenz   | 35     | Jamie Anderson         | 30     |
| 8.  | 1.–2. Oktober     | Circuito del Jarama  | Spanien     | San Sebastián  | Norbert Kiss           | 51     | Adam Lacko                 | 38     | Antonio Albacete       | 32     |

Hinweis: Alle Punktangaben unterliegen der Zustimmung der FIA (siehe jeweilige Quelle)
Kalenderquelle(n):
Datenquelle(n):

## Wertung
An jedem Rennwochenende werden jeweils vier (4) Rennen gefahren. Dabei wird jeweils beim zweiten (2.) Tagesrennen (also Rennen 2 und 4 je Rennwochenende) durch die Umkehr-Regelung die Startaufstellung des vorherigen Rennens teilweise umgedreht; dies betrifft die Top 8 am Zieleinlauf. Der Sieger des ersten oder dritten Rennens eines Wochenendes geht also im darauffolgenden Rennen (2 oder 4) von Position acht (8), der Achtplatzierte des 1. oder 3. Rennens jedoch von der Pole-Position aus ins Rennen. Die Plätze dazwischen werden entsprechend umgekehrt. Bei der Wertung wird zwischen den Rennen mit und ohne Umkehr-Regelung unterschieden (Platz 1 – 10):
- Rennen 1 und 3 (ohne Umkehr-Regelung): 20, 15, 12, 10, 8, 6, 4, 3, 2, 1 Punkt(e)
- Rennen 2 und 4 (mit Umkehr-Regelung): 10, 9, 8, 7, 6, 5, 4, 3, 2, 1 Punkt(e)

### Fahrerwertung
Tabellenendstand nach dem 8. und damit letzten Lauf der Saison auf dem Circuito del Jarama in San Sebastián (Spanien) am 1.–2. Oktober:
| Pl. | Fahrer                 | Lauf 1 | Lauf 2 | Lauf 3 | Lauf 4 | Lauf 5 | Lauf 6 | Lauf 7 | Lauf 8 | Gesamtpunktzahl | Differenz |
| --- | ---------------------- | ------ | ------ | ------ | ------ | ------ | ------ | ------ | ------ | --------------- | --------- |
| 1.  | Norbert Kiss           | 51     | 50     | 59     | 46     | 51     | 46     | 56     | 51     | 410             | –         |
| 2.  | Jochen Hahn            | 55     | 33     | 37     | 43     | 39     | 38     | 35     | 25     | 295             | -115      |
| 3.  | Sascha Lenz            | 43     | 40     | 45     | 24     | 32     | 39     | 35     | 27     | 285             | -125      |
| 4.  | Adam Lacko             | 16     | 43     | 28     | 35     | 36     | 39     | 29     | 38     | 264             | -146      |
| 5.  | Antonio Albacete       | 39     | 12     | 16     | 31     | 21     | 22     | 24     | 32     | 197             | -213      |
| 6.  | Jamie Anderson         | 1      | 15     | 28     | 13     | 29     | 15     | 30     | 18     | 149             | -261      |
| 7.  | Steffi Halm            | 21     | 23     | 18     | 28     | 5      | 15     | 5      | 17     | 132             | -278      |
| 8.  | Téo Calvet             | 16     | 3      | 1      | 20     | 17     | 18     | 27     | 29     | 131             | -279      |
| 9.  | André Kursim           | 8      | 20     | 21     | 10     | 1      | 21     | 11     | 25     | 117             | -293      |
| 10. | Shane Brereton         | 8      | 10     | 4      | 1      | 6      | 9      | 15     | 2      | 55              | -355      |
| 11. | Lukas Hahn             | 0      | 0      | 0      | 15     | 23     | 0      | 0      | 0      | 38              | -372      |
| 12. | Steffen Faas           | 1      | 6      | 7      | 1      | 5      | 9      | 4      | 3      | 36              | -374      |
| 13. | José Rodrigues         | 2      | 0      | 7      | 5      | 7      | 0      | 1      | 3      | 25              | -385      |
| 14. | Anthony Janiec         | 9      | 4      | 0      | 0      | 0      | 0      | 0      | 0      | 13              | -397      |
| 15. | René Reinert           | 11     | 0      | 0      | 0      | 0      | 0      | 0      | 0      | 11              | -399      |
| 16. | Clemens Hecker         | 0      | 4      | 1      | 0      | 0      | 1      | 0      | 0      | 6               | -404      |
| 17. | Martin Gibson          | 0      | 5      | 0      | 0      | 0      | 0      | 0      | 0      | 5               | -405      |
| 18. | Jonathan André         | 0      | 0      | 0      | 0      | 0      | 0      | 0      | 2      | 0               | -408      |
| 19. | Thomas Robineau        | 1      | 0      | 0      | 0      | 0      | 0      | 0      | 0      | 1               | -409      |
|     | José Eduardo Rodrigues | 0      | 0      | 0      | 0      | 0      | 0      | 0      | 0      | 0               | -410      |
|     | Luis Recuenco          | 0      | 0      | 0      | 0      | 0      | 0      | 0      | 1      | 0               | -410      |
|     | Erwin Kleinnagelvoort  | 0      | 0      | 0      | 0      | 0      | 0      | 0      | 0      | 0               | -410      |
|     | Stefan Kursch          | 0      | 0      | 0      | 0      | 0      | 0      | 0      | 0      | 0               | -410      |
|     | Emma Mäkinen           | 0      | 0      | 0      | 0      | 0      | 0      | 0      | 0      | 0               | -410      |

Datenquelle für die Tabelle: und 

### Team-Wertung
Tabellenendstand nach dem 8. und damit letzten Lauf der Saison auf dem Circuito del Jarama in San Sebastián (Spanien) am 1.–2. Oktober:
| Rang | Team                         | bestehend aus                                 | Fahrer                               | Trucks       | Lauf 1 | Lauf 2 | Lauf 3 | Lauf 4 | Lauf 5 | Lauf 6 | Lauf 7 | Lauf 8 | Gesamtpunktzahl | Differenz |
| ---- | ---------------------------- | --------------------------------------------- | ------------------------------------ | ------------ | ------ | ------ | ------ | ------ | ------ | ------ | ------ | ------ | --------------- | --------- |
| 1    | Revesz & T Sport             | Revesz Racing, T Sport Bernau                 | Norbert Kiss, Antonio Albacete       | MAN          | 91     | 66     | 85     | 80     | 80     | 74     | 82     | 88     | 646             | -         |
| 2    | Die Bullen von Iveco Magirus | Team Hahn Racing inklusive Team Schwabentruck | Jochen Hahn, Steffi Halm             | Iveco        | 67     | 61     | 61     | 75     | 57     | 61     | 51     | 52     | 485             | -161      |
| 3    | Buggyra Zero Mileage Racing  | Buggyra Zero Mileage Racing                   | Adam Lacko, Téo Calvet, Aliyah Koloc | Freightliner | 37     | 52     | 47     | 59     | 61     | 64     | 63     | 72     | 455             | -191      |
| 4    | Löwen Power                  | SL Trucksport 30, Anderson Racing             | Sascha Lenz, Jamie Anderson          | MAN          | 59     | 60     | 64     | 43     | 56     | 61     | 61     | 42     | 446             | -200      |

Datenquelle für die Tabelle:

### Promoter's Cup
Der Promoter's Cup ist eine 2017 neu eingeführte Wertung ergänzend zu den bereits etablierten Wertungen für Fahrer und Teams. Am Promoter's Cup nehmen die sonst weniger im Vordergrund stehenden Fahrer der Kategorie Chrome teil. Fahrer der Kategorie Titan sind von der Teilnahme ausgeschlossen. Fahrer der Kategorie Chrome sind alle diejenigen, die nicht als Titan klassifiziert wurden, die also nicht
- innerhalb der letzten zehn (10) Jahre eine Truck-Racing-Europameisterschaft der FIA gewonnen haben.
- die vorausgegangene Saison unter den Top 10 abgeschlossen haben.
- bei irgendeiner der Super Poles der vorangegangenen Saison einen besseren, als den 6. Platz erzielt haben.
- eines der Definitionskriterien für Platinum oder Gold gemäß Fahrer-Kategorisierung der FIA erfüllen.
- obwohl keiner der oben genannten Definitionen zugehörig, herausragende Leistungen und Erfolge erzielen.

Ziel des, mit einem Preisgeld dotierten Pomoter's Cup, ist es, auch die sonst eher im Hintergrund stehenden Fahrer und Teams stärker in den Fokus zu rücken und diesen gleichzeitig einen Ansporn zu bieten.
Tabellenendstand nach dem 8. und damit letzten Lauf der Saison auf dem Circuito del Jarama in San Sebastián (Spanien) am 1.–2. Oktober:
| Pl. | Fahrer                 | Lauf 1 | Lauf 2 | Lauf 3 | Lauf 4 | Lauf 5 | Lauf 6 | Lauf 7 | Lauf 8 | Gesamtpunktzahl | Differenz |
| --- | ---------------------- | ------ | ------ | ------ | ------ | ------ | ------ | ------ | ------ | --------------- | --------- |
| 1.  | Téo Calvet             | 58     | 27     | 25     | 58     | 53     | 53     | 49     | 55     | 378             | -         |
| 2.  | Jamie Anderson         | 31     | 45     | 60     | 30     | 47     | 38     | 57     | 52     | 360             | -18       |
| 3.  | Shane Brereton         | 40     | 48     | 39     | 30     | 28     | 38     | 40     | 22     | 285             | -93       |
| 4.  | Steffen Faas           | 27     | 10     | 43     | 24     | 22     | 31     | 32     | 19     | 208             | -170      |
| 5.  | José Rodrigues         | 36     | 0      | 36     | 33     | 33     | 0      | 32     | 30     | 200             | -178      |
| 6.  | Clemens Hecker         | 15     | 34     | 24     | 19     | 0      | 28     | 19     | 13     | 152             | -226      |
| 7.  | Lukas Hahn             | 0      | 0      | 0      | 43     | 43     | 0      | 0      | 0      | 86              | -292      |
| 8.  | Jonathan André         | 0      | 0      | 0      | 0      | 14     | 24     | 0      | 25     | 63              | -315      |
| 9.  | John Newell            | 0      | 0      | 0      | 9      | 0      | 0      | 19     | 27     | 46              | -332      |
| 10. | Martin Gibson          | 0      | 34     | 0      | 0      | 0      | 0      | 0      | 0      | 34              | -344      |
| 11. | Thomas Robineau        | 33     | 0      | 0      | 0      | 0      | 0      | 0      | 0      | 33              | -345      |
| 12. | Luis Recuenco          | 0      | 0      | 21     | 12     | 0      | 0      | 0      | 0      | 33              | -345      |
| 13. | José Eduardo Rodrigues | 0      | 0      | 0      | 0      | 0      | 0      | 23     | 0      | 23              | -355      |
| 14. | Emma Mäkinen           | 0      | 0      | 0      | 9      | 0      | 0      | 0      | 0      | 9               | -369      |
| 15. | Stefan Kursch          | 0      | 0      | 0      | 7      | 0      | 0      | 0      | 0      | 7               | -371      |
| 16. | Erwin Kleinnagelvoort  | 0      | 0      | 0      | 6      | 0      | 0      | 0      | 0      | 6               | -372      |

Datenquelle für die Tabelle: